# Atemptat contra el general Martínez Campos
L'atemptat contra el general Martínez Campos va tenir lloc a Barcelona el 24 de setembre de 1893 durant una parada militar presidida pel general Arsenio Martínez-Campos Antón, capità general de Catalunya. El general només va ser ferit lleument però setze persones van resultar ferides de major gravetat, una de les quals —un guàrdia civil— va morir poc després. L'autor de l'atemptat, l'anarquista Paulí Pallàs i Latorre, va ser detingut en l'acte, fou condemnat a mort i executat dues setmanes més tard. Durant el judici va al·legar que volia venjar l'execució de quatre anarquistes a Jerez de la Frontera l'any anterior. L'intent d'assassinat del general Martínez Campos va ser el primer atemptat anarquista de certa importància de l'onada que es va produir a Espanya en la dècada dels noranta i que es va tancar amb l'assassinat de Cánovas del Castillo l'agost de 1897.

## Antecedents

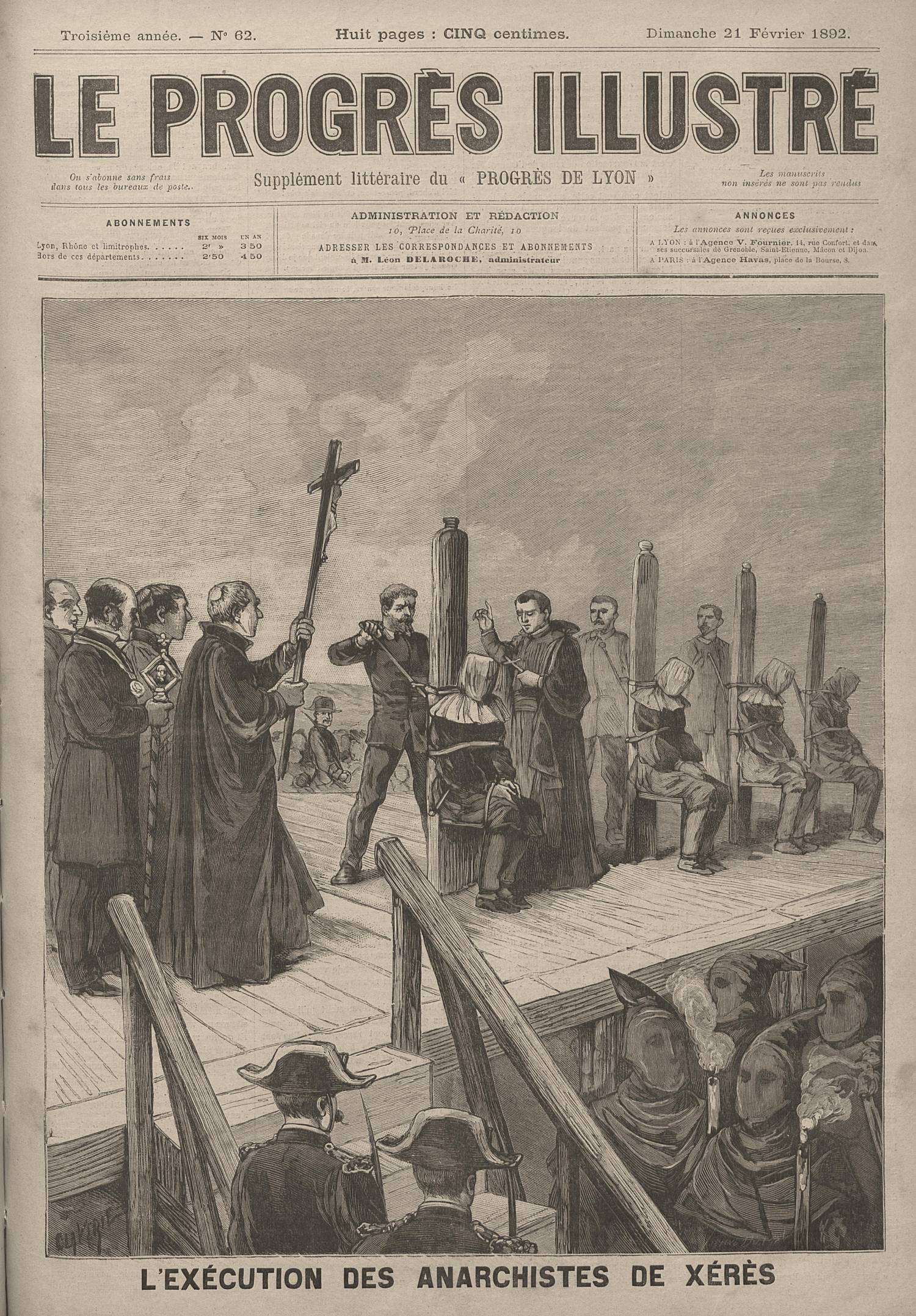
Execució dels condemnats per la revolta anarquista de Jerez de la Frontera de 1892. Il·lustració del periòdic francès Le Progrès Illustré.

En 1888 es va dissoldre l'anarcosindicalista Federació de Treballadors de la Regió Espanyola (FTRE) fundada a Barcelona al setembre 1881 i que va arribar gairebé a aconseguir els 60.000 afiliats agrupats en 218 federacions, en la seva majoria jornalers andalusos i obrers industrials catalans. El motiu va ser que es va imposar el sector anarquista que criticava l'existència d'una organització pública, legal i amb una dimensió sindical i que, per contra, defensava l'«espontaneisme» —ja que qualsevol tipus d'organització limitava l'autonomia individual i podia «distreure» als seus components de l'objectiu bàsic, la revolució, a més de propiciar el seu «aburgessament»— i la via «insurreccionalista» —l'aixecament dels treballadors posaria fi a la societat capitalista. Amb la dissolució de la FTRE va quedar obert «el camí per al predomini de les accions individuals de caràcter terrorista, per la propaganda pel fet que hauria de proliferar en la dècada següent» i que van tenir com a escenari principal la ciutat de Barcelona.
El desencadenant d'aquesta onada de terrorisme anarquista van ser els successos ocorreguts a Jerez de la Frontera en la nit del 8 de gener de 1892 durant la qual uns 500 camperols van tractar de prendre la ciutat, pel que sembla per alliberar a uns companys presos a la presó. Dos veïns i un dels assaltants van morir, deslligant-se a continuació una repressió indiscriminada sobre les organitzacions obreres anarquistes andaluses —quatre obrers van ser executats després d'un consell de guerra, i setze més van ser condemnats a cadena perpètua; tots ells van denunciar que les confessions havien estat obtingudes mitjançant tortures.
No obstant això els primers atemptats a Barcelona s'havien produït abans dels «fets de Jerez» i fins i tot abans de la dissolució de la FTRE, ja que la primera bomba va explotar en 1884 i entre aquest any i 1890 van esclatar fins a vint-i-cinc artefactes, en la seva majoria en empreses o habitatges de patrons, causant dos morts i diversos ferits, tots ells treballadors que es van trobar casualment en el lloc on van explotar les bombes.
En 1891 va haver-hi catorze explosions i a l'any següent es van reduir els atemptats, però llavors va tenir lloc el primer de caràcter indiscriminat. Va ser l'atemptat de la Plaça Reial del 9 de febrer de 1892, en el qual va morir un drapaire de quaranta anys i van resultar ferides diverses persones, entre elles una minyona, a qui va caldre amputar una cama, i el seu nuvi, un carregador de moll. El Porvenir Anarquista —un periòdic molt radical fundat tres mesos abans i que s'havia caracteritzat per la seva exaltació de la violència i el robatori— va ser clausurat i els seus redactors detinguts, però van ser finalment posats en llibertat –encara que un d'ells, el francès Paul Bernard va romandre a la presó per les bombes que s'havien trobat en el seu habitatge— i el culpable no va ser trobat mai.
El 13 de març de 1893 li va esclatar la bomba que preparava a l'anarquista italià Francesco Momo, a casa del qual es van trobar diversos artefactes. A la fi d'abril van esclatar dues bombes, una al domicili d'uns patrons i una altra en una casa parroquial, sense que causessin desgràcies personals.

## L'atemptat

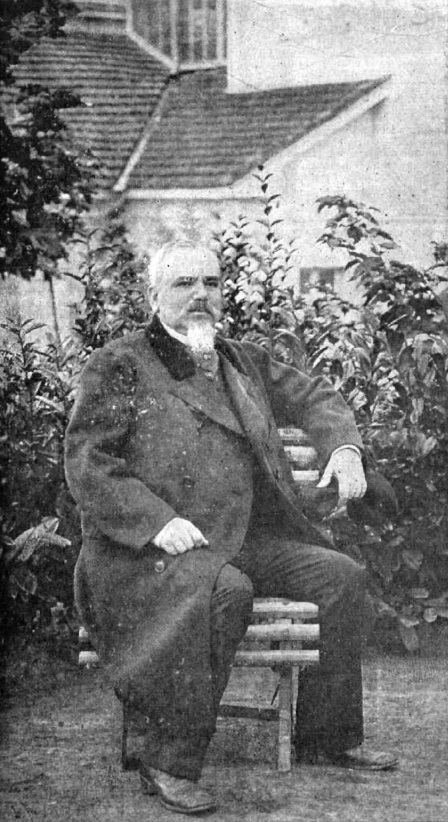
El general Arsenio Martínez-Campos Antón, fotografiat l'estiu de 1891 per Zenón Quintana.

El 24 de setembre de 1893 el general Arsenio Martínez-Campos Antón, capità general de Catalunya i una de les figures claus de la Restauració borbònica, va presidir una desfilada a la Gran Via de Barcelona. Durant la desfilada l'anarquista Paulí Pallàs i Latorre li va llançar dues bombes. El general només va resultar lleugerament ferit, però un guàrdia civil va morir poc després amb el ventre i les cames destrossades i altres quinze persones van sofrir ferides de major consideració. A una d'elles, una jove de vint-i-quatre anys anomenada Rosalia Barbé, va caldre amputar-li una cama per salvar-li la vida.
L'autor de l'atemptat va ser detingut en l'acte i a la seva casa es van trobar, segons va informar el Diari de Barcelona, «multitud de proclames anarquistes, les fotografia dels anarquistes que van ser executats a Chicago i diverses cartes procedents de França, en les quals es donaven instruccions sobre la manera de dur a terme la revolució social». La premsa també va informar que els artefactes trobats en l'habitatge de Pallàs eren similars als trobats en la de l'anarquista Francesco Momo que va morir quan li va esclatar una de les bombes que preparava.

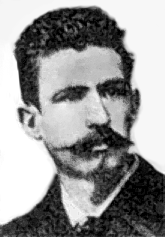
Paulí Pallàs

Segons va informar el diari La Vanguardia, encara que sense assegurar la veracitat del que publicava, Pallàs va declarar que havia actuat sol i que no pertanyia a cap organització perquè per a un anarcocomunista com ell això hauria estat «denigrant per a la seva dignitat». El diari també va informar que després de llançar les bombes i veure l'efecte causat «no va poder reprimir un moviment d'entusiasme, i tirant la boina a l'aire, va donar un viva a l'anarquia, en l'instant de la qual fou pres». Segons aquest mateix diari Palláàs havia intentat matar el general Martínez Campos perquè «considerava que la seva vinguda a Catalunya significava un desafiament al poble català». No obstant això, segons altres versions Pallás va justificar l'atemptat com una represàlia pels incidents ocorreguts any i mig abans en Jerez de la Frontera.

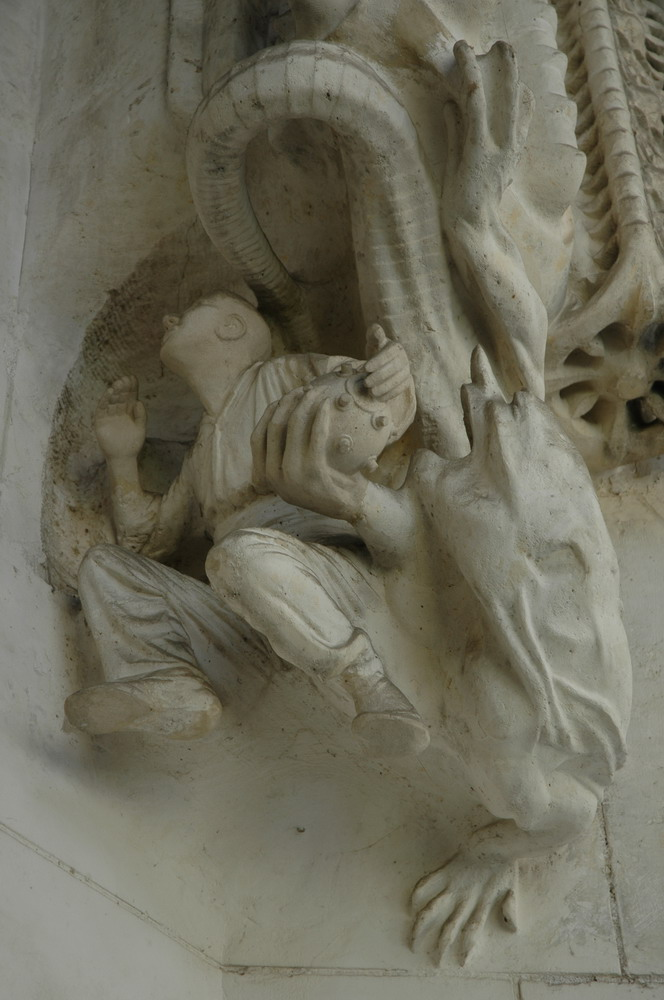
Escultura d'Antoni Gaudí en la façana de la Sagrada Família, on un dimoni entrega una bomba Orsini a un obrer anarquista.

El consell de guerra es va celebrar cinc dies després de l'atemptat, i durant el mateix Pallás va declarar que les bombes Orsini que havia utilitzat les hi havia proporcionat Momo, però va reiterar que havia actuat sol. Va ser condemnat a mort i quan el president li va concedir la paraula Pallàs va declarar que només lamentava haver fallat. Va ser afusellat el 6 d'octubre, malgrat que l'arquebisbe de Barcelona i alguns diputats republicans van demanar el seu indult.
El 8 d'octubre, l'endemà passat d'haver estat executat, el diari republicà El País va publicar una carta de Paulí Pallàs que deia el següent:
| « | He mantingut al llarg de la meva vida una lluita titànica per l'existència. He sentit en la meva pròpia pell els efectes d'aquesta societat, malament constituïda i pitjor governada. Constato que és un cos gangrenat, que no es s'hi pot posar cap dit sense tocar una nafra purulenta. He cregut que calia destruir-la i he volgut oferir a aquesta obra de demolició la meva aportació en forma d'una altra bomba. Al general Martínez Campos, com a soldat i com a cavaller, el respecto. Però he volgut ferir-lo, he volgut desfer un dels molts pilars sobre el qual descansa l'actual estat de les coses a Espanya. […] Vull que consti que, en realitzar el meu acte, no m'impulsava un altre mòbil que el de sacrificar la meva vida en benefici dels meus germans de desgràcia… | » |

## Repercussions

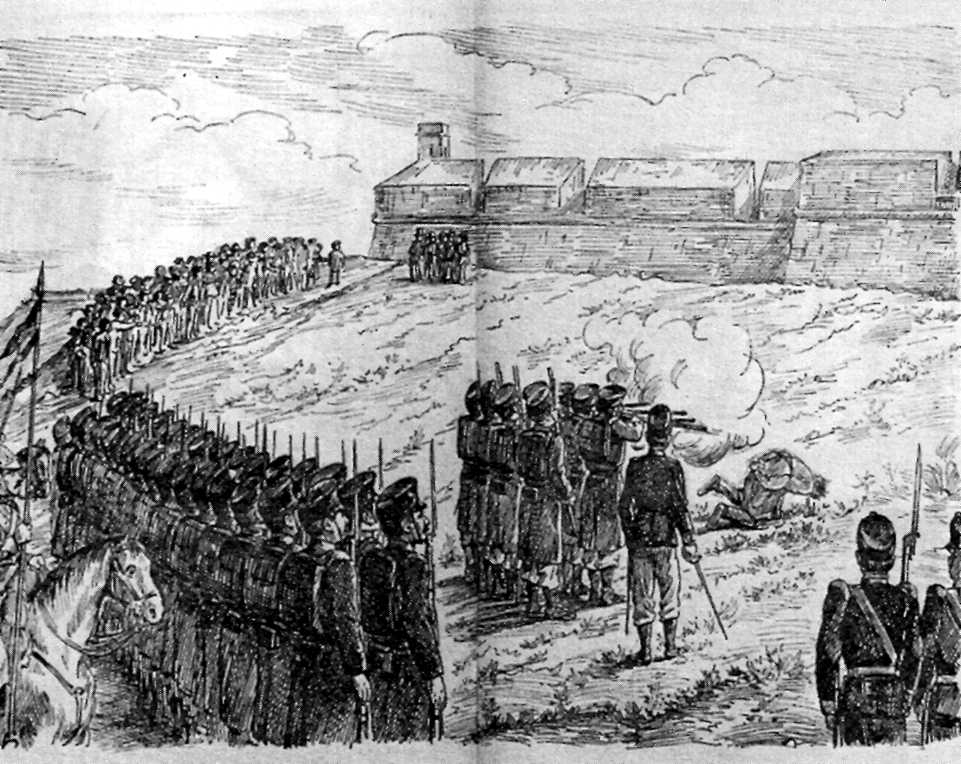
Il·lustració d'un periòdic de l'època sobre l'execució de Paulí Pallàs

La premsa anarquista, com El Corsario de La Corunya va presentar Paulí Pallàs com un «heroi» i com un «màrtir». Segons La Controversia de València era una víctima de la burgesia, com altres abans que ell, i havia mostrat el camí a seguir per aconseguir una societat basada en la solidaritat, l'amor, la raó i la justícia social. La Révolte va destacar el seu altruisme, ja que havia actuat per millorar la vida dels treballadors i dels morts de gana. Joan Montseny, el que seria un dels propagandistes més destacats de l'anarquisme a Espanya sota el pseudònim de Federico Urales, va publicar un fullet en el qual va presentar Pallàs com un màrtir:
| « | D'altra banda, quan en una societat es donen casos com el de Pallàs, quan un individu de tan superiors qualitats atempta contra la vida d'altri, ell, que sustentava idees que prescriuen el dret a la vida com el més il·legislable dels drets, necessari és pensar que la màquina social no camina amb la deguda justícia i que en el fons de les relacions humanes existeix una veritable pertorbació que es fa digna d'estudi. No cal creure ni esperar que el patíbul sigui el designat per detenir les reclamacions dels quals demanen drets, car si aquesta petició pren caràcters com els daus per Pallàs és perquè no es té en compte i es menysprea una altra manera de demanar més en harmonia amb les idees que defensem; però també més improcedent amb l'era de persecucions, de força i d'injustícies que contra nosaltres s'ha inaugurat | » |

En canvi, el setmanari anarquista català La Tramontana, fundat en 1881 per Josep Llunas i Pujals, va considerar «inqualificable» l'atemptat «que no és obra més que d'un cervell malalt, tal vegada tret del seu estat fisiològic per la febre de la gana, o l'exaltació d'innombrables penalitats difícils de resistir» i a més va denunciar que a conseqüència del mateix —«un delicte»— s'havien fet «innumerables detencions d'anarquistes» quan el «partit anarquista» està dividit en «fraccions sobradament nombroses que aprecien tant les idees com els procediments de diferent manera les unes de les altres». «Res més injust que confondre tots en un mateix sac. […] Els governants i les autoritats [han de] emparar a tothom el seu dret a professar tals o quals idees, per més que a l'ombra d'elles, bé o malament, hi hagi qui tracti de cometre delictes. […] Els anarquistes conscients i il·lustrats.. abominen el dinamitarisme, i consideren als dinamiters com la calamitat més gran que ha caigut sobre les seves idees». Finalment, considera la condemna a mort de Pallàs un error doncs «la seva execució fomentarà molt més el dinamitarisme».
La venjança anunciada per Paulí Pallàs poc abans de ser afusellat es va complir tres setmanes després, quan el 7 de novembre l'anarquista Santiago Salvador i Franch va llançar dues bombes al pati de butaques del Teatre del Liceu de Barcelona, encara que només una va explotar, i va matar 22 persones i va ferir unes altres 35. «Les escenes d'horror que es van succeir i la sensació d'alarma que es va propagar entre la població barcelonina, són fàcilment imaginables».